# Тун Енчжен
Тун Енчжен (Tong Enzheng, кит.: 童恩正, 1935 — 20 квітня 1997) — відомий китайський археолог, історик, дизайнер та автор наукової фантастики.

## Наукова кар'єра
Тун Енчжен написав підручник з культурної антропології та спеціалізувався на історії раннього південно-західного Китаю. Також він брав участь у реконструкції музею Сичуанського університету.
Став відомим завдяки своїй критиці впливу Льюїса Г. Моргана на китайську антропологію. Тун також очолював проєкт «Південний Шовковий шлях», створений з метою дослідження зв'язків між стародавньою Південно-східною Азією та Китаєм. Лише незначна кількість публікацій Туна була перекладена з китайської мови на англійську. Найбільш популярною перекладеною працею китайського історика є його «Огляд китайської археології за соціалізму».

## Творчість
Тун Енчжен, як письменник, працює в жанрі наукової фантастики. Він написав сатиричний роман «Нова Подорож на Захід» та оповідання «Промінь смерті на Кораловому острові».  
Письменник у 1978 році був нагороджений премією «Найкраще оповідання Китаю». Також за твором було створено відповідний фільм.
Твори наукової фантастики Тун Енчжена разом із його археологічними та історичними науковими працями були надруковані в багатотомному виданні, що побачило світу в 1998 році у видавництві «Чунцин» (Tong Enzheng Wenji, 3 томи, 1998, ISBN 978-7-5366-3871-6).

## Громадянська позиція
З ранніх років своєї кар'єри Тун Еньчжен критично ставився до комуністичного режиму та марксистсько-ленінської парадигми. У результаті своїх погляді він та його сім'я сильно постраждали під час культурної революції в Китаї (1967—1977), історик був названий «ворогом народу». Після цього почав публічно виступати проти політичних репресій та наслідків нестримного економічного зростання Китаю на навколишнє середовище. У 1980-х роках підтримав демократичний рух, а у 1989 році написав листа до уряду КНР на підтримку руху, який підписали більше 100 вчених.

## Еміграція до США
Після подій на площі Тяньаньмень у 1989 році, влада Китаю запропонувала науковцю засудити демократичний рух, але той відмовився. Тун Енчжен був вимушений виїхати з КНР, спочатку до Японії, а потім емігрував до США через переслідування його активної участі в подіях на площі Тяньаньмень в 1989 році.
Він прочитав серію лекцій з археології в Весліанському університеті.  
Помер 20 квітня 1997 року в США.